# Günther Haack
Günther Haack (* 20. Februar 1929 in Berlin; † 16. Juni 1965 in Halle (Saale); auch Günter Haack) war ein deutscher Schauspieler.

## Leben
Nach dem Zweiten Weltkrieg nahm Günther Haack zunächst Schauspielunterricht in Berlin (Ost). Danach spielte er am Deutschen Theater und an der Volksbühne. Daneben war er auch beim Rundfunk und am Berliner Kabarett Lachbrett tätig. In dieser Zeit wurde auch die DEFA auf ihn aufmerksam. Einen großen Publikumserfolg erzielte er mit der Rolle des Tischlergesellen Peter Iwanow in der Verfilmung der Lortzing-Oper Zar und Zimmermann. Auch die Darstellung des Lehrers Kiepe in Vergeßt mir meine Traudel nicht oder des Grenzsoldaten Zimmer in Zu jeder Stunde steigerten seine Popularität.
Nach einem von ihm unter Alkoholeinfluss verursachten Verkehrsunfall mit anschließender Unfallflucht erhielt Haack Anfang 1958 eine Freiheitsstrafe von 2 Jahren und 6 Monaten. Zur Haftverbüßung meldete er sich freiwillig für den Bergbau unter Tage. Nach seiner vorzeitigen Entlassung gelang es ihm, seine Schauspielkarriere fortzusetzen. Als Beifahrer verunglückte Haack am 8. Juni 1965 bei einem Verkehrsunfall, bei dem auch der Sänger Manfred Raasch ums Leben kam. An den Folgen des Unfalls verstarb er im Alter von nur 36 Jahren am 16. Juni in Halle (Saale).

## Filmografie (Auswahl)
- 1951: Gäste aus Moskau (Sprecher)
- 1954: Alarm im Zirkus
- 1954: Carola Lamberti – Eine vom Zirkus
- 1955: Das Fräulein von Scuderi
- 1956: Zar und Zimmermann
- 1956: Das Stacheltier: Die Glocke von Coruptica
- 1957: Das Stacheltier: Abenteuer auf dem Mond
- 1957: Vergeßt mir meine Traudel nicht
- 1960: Zu jeder Stunde
- 1961: Gewissen in Aufruhr (TV)
- 1961: Die Liebe und der Co-Pilot
- 1961: Das hölzerne Kälbchen
- 1961: Drei Kapitel Glück
- 1961: Allons enfants … pour l’Algérie (Sprecher)
- 1962: Fernsehpitaval: Auf der Flucht erschossen (Fernsehreihe)
- 1963: Geheimarchiv an der Elbe
- 1963: Mord in Riverport (TV)
- 1963: Christine
- 1964: Servus, Peter (TV)
- 1965: Woyzeck (TV)

## Theater
- 1964: Carl Sternheim: 1913 (Friedrich Stadler) – Regie: Fritz Bornemann (Deutsches Theater Berlin – Kammerspiele)

## Hörspiele
- 1951: Werner Stewe: Deine Freunde sind mit Dir – Regie: Gottfried Herrmann (Berliner Rundfunk)
- 1953: Pedro Calderón de la Barca: Der gute Richter – Regie: Peter Brang (Berliner Rundfunk)
- 1955: Anna Seghers: Das siebte Kreuz – Regie:Hedda Zinner (Rundfunk der DDR)
- 1960: Georg W. Pijet: Liebesheirat (Horst Hildebrandt) – Regie: Fritz Ernst Fechner (Rundfunk der DDR)
- 1960: Bernhard Seeger: Paradies im Krähenwinkel – Regie: Helmut Hellstorff (Rundfunk der DDR)
- 1960: Axel Kielland: Einer sagt nein (Leutnant Freddie Arlington) – Regie: Wolfgang Brunecker (Hörspiel – Rundfunk der DDR)
- 1960: Brigitte Reimann und Siegfried Pitschmann: Einer steht vor der Tür – Regie: Theodor Popp (Rundfunk der DDR)
- 1960: Brigitte Reimann und Siegfried Pitschmann: Sieben Scheffel Salz – Regie: Theodor Popp (Rundfunk der DDR)
- 1961: Clifford Odets: Wo ist Lefty (Sid) – Regie: Fritz-Ernst Fechner (Hörspiel – Rundfunk der DDR)
- 1961: Horst Girra: Feuersalamander (Leutnant Bening) – Regie: Detlev Witte (Rundfunk der DDR)
- 1961: Ferenc Taar: Die Schlacht in der Veréb-Gasse (Sohn) – Regie: Helmut Hellstorff (Rundfunk der DDR)
- 1961: Alfred Matusche: Unrast (Kurt) – Regie: Wolfgang Schonendorf (Hörspiel – Rundfunk der DDR)
- 1961: Bernhard Seeger: Unterm Wind der Jahre (Martin) – Regie: Theodor Popp (Rundfunk der DDR)
- 1962: Rolf Schneider: Jupiter-Sinfonie – Regie: Fritz-Ernst Fechner (Rundfunk der DDR)
- 1962: Gerhard Stübe: Das Südpoldenkmal (Evans) – Regie: Fritz Göhler (Hörspiel – Rundfunk der DDR)
- 1962: Rolf Schneider: 25. November. New York (Junge) – Regie: Helmut Hellstorff (Hörspiel – Rundfunk der DDR)
- 1963: Joachim Goll: Eine kleine Hausmusik (Fleißkorn) – Regie: Hans Knötzsch (Hörspiel – Rundfunk der DDR)
- 1963: Brüder Grimm: Schneewittchen (Prinz) – Regie: Karl-Heinz Möbius (Kinderhörspiel –  Litera)
- 1964: Józef Hen/Jadwiga Plonska: Skandal in Gody (Ingenieur Nowicki) – Regie: Edgar Kaufmann (Hörspiel – Rundfunk der DDR)
- 1964: Rudolf Kirsten: Die Teufelsmühle (Jörg) – Regie: Flora Hoffmann (Rundfunk der DDR)
- 1964: Karel Michael Walló: Die kluge Prinzessin (Georg, ein Gärtnergeselle) – Regie: Andreas Bauer (Kinderhörspiel – Litera)
- 1965: Rolf Schneider: Unternehmen Plate-Rack (Flieger) – Regie: Helmut Hellstorff (Hörspiel – Rundfunk der DDR)
- 1965: Brüder Grimm: Hänsel und Gretel (Erzähler) – Regie: Werner Schurbaum (Kinderhörspiel – Litera)
- 1965: Giovanni Boccaccio: Vier ergötzliche Geschichten aus dem Dekamerone des Messer Giovanni Boccaccio (Erzähler) – Regie: Renate Thormelen (Hörspiel – Litera)
- 2002: Marianne Weil/Stefan Dutt: Legionäre, Guerilleros, Saboteure – Regie: Marianne Weil/Stefan Dutt (Ein sozialistisches Gesamthörspiel (Zusammenschnitt) – DLR)

## Synchronrollen (Auswahl)
- 1957: Antonio Cifariello in Die schönen Mädchen von Florenz als Bob
- 1958: Gwo Dschen-djing in Es kommt die Stunde als Hauptmann Li